# The Soul Sessions
The Soul Sessions es el álbum debut de la artista inglesa Joss Stone. Fue lanzado en Estados Unidos el 16 de septiembre de 2003 a través de S-Curve Records y Virgin Records, y en el Reino Unido el 24 de noviembre a través de Relentless Records. El disco se compone de una colección de covers de canciones de soul de los años sesenta y setenta, además de una contemporánea, adecuada al estilo. El trabajo representa una de las primeras muestras de la nueva ola de artistas ingleses en el siglo XXI, orientados al soul clásico. El álbum fue grabado cuando su intérprete apenas había cumplido los 16 años.

## Antecedentes
El álbum fue producido por la cantante de soul Betty Wright y el director ejecutivo de S-Curve Records, Steve Greenberg. Joss trabajó con músicos veteranos de la escena soul de Miami, como Benny Latimore, Willie «Little Beaver» Hale y la propia Wright. Como también con artistas contemporáneos del Neo soul, como la cantante Angie Stone y el grupo de hip hop alternativo The Roots.
Stone contó a una entrevista a MTV News que se sentía intimidada por las credenciales de los músicos que trabajaban en el álbum. «Fue raro porque ellos habían trabajado con tantos y muy, muy buenos artistas, hablo de los mejores. Y yo que entro, camino y empiezo a cantar». Para el final de la sesión, la pequeña tenía a todos los músicos impresionados por su talento.

## Recepción de la crítica
The Soul Sessions fue recibido con críticas positivas de parte de la prensa. En el sitio Metacritic, que asigna promedios de 0 a 100, el álbum logra un 74, basado en 15 revisiones, indicando "críticas favorables en general". Entre ellas la de Jim Greer de Entertainment Weekly que destaca la «extraordinaria voz de Joss». Jon Caramanica de Rolling Stone dice «Joss brilla en esta impresionante conjunto de covers, sabiamente elegidos». Thom Jurek de Allmusic agrega: «un fraseo único y una enorme voz que acentos, subidas y bajadas, nunca sobretrabajan una canción o buscan llamar la atención a sí misma con acrobacias vocales vacías». El periodista de The Guardian Dorian Lynskey describió su canto como «rico, maduro y ágil, pero no llamativo».
Nick Duerden de la revista Blender, comentó que «la voz de Stone es remarcablemente auténtica, y la atmósfera que crea recuerda el humeante y sórdido Detroit de mitad de los 60's». Jason MacNeil escribió para PopMatters que su voz es «más llena de soul que las de las llamadas divas del soul actual» y que «destila sex appeal mientras el piano de Benny Baltimore entreteje un poco de magia». En su revisión para The A.V. Club, Keith Phipps remarca que «Sessions establece a Stone como una intérprete formidable».

## Desempeño comercial
The Soul Sessions entró al ranking de álbumes del Reino Unido en el lugar 47 la semana del 17 de enero de 2004 (el debut más alto de la semana). y alcanzó su máximo puesto tres semanas después al llegar al cuarto lugar. Estuvo doce semanas no consecutivas en el Top-Ten, y setenta semanas en total en el Top-75, incluyendo tres reingresos en 2005. La British Phonographic Industry (BPI), certificó al álbum como triple platino el 15 de abril de 2005, contando más de 900.000 copias vendidas. Además, se convirtió en el decimonoveno álbum más vendido del Reino Unido en 2004.
En los EE. UU., The Soul Sessions fue un éxito inesperado. El 4 de octubre de 2003, el álbum debutó en el lugar 199 del ranking Billboard 200 y 76 en el Top R&B/Hip-Hop Albums. alcanzando el peak de 39 en el primero, y 38 en el segundo, los dos la semana del 8 de mayo de 2004. Antes de eso, el álbum encabezó la lista Top Heatseekers al llegar al número 1 semana del 21 de febrero de 2004. Las ventas fueron particularmente fuertes en la Costa Este, en ciudades como Nueva York, Filadelfia y Boston. Dentro de seis meses luego de su lanzamiento, The Soul Sessions fue certificado oro por la Recording Industry Association of America (RIAA), el 29 de marzo de 2004 habiendo vendido para marzo de 2007, más de 914,000 unidades.
El álbum también fue un éxito comercial en el resto de Europa, donde alcanzó el cuarto lugar en Alemania, Austria, los Países Bajos y Noruega; el quinto lugar en Portugal, el séptimo en Bélgica, número 9 en Italia, veinte en Suecia y el 40 en Suiza, como también el puesto cuarto en el European Top 100 Albums. En junio de 2004, el disco fue honrado con un Platinum Europe Award por Federación Internacional de la Industria Fonográfica por ventas que excedieron el millón por toda Europa. En Oceanía el álbum alcanzó el puesto 16 en Australia y el octavo en Nueva Zelanda. otorgándole disco de platino por la Australian Recording Industry Association (ARIA) y la Recording Industry Association of New Zealand (RIANZ), por ventas de 70.000 y 15.000 copias respectivamente.

## Lista de canciones
Todas las canciones producidas por Betty Wright, Steve Greenberg y Mike Mangini, excepto el track 3 producido por Ahmir "Questlove" Thompson, Wright, Greenberg y Mangini, y el track 7 producido por Greenberg y Mangini.

| N.º | Título                                     | Escritor(es)                                                                                    | Intérprete original       | Duración |  |
| 1.  | «The Chokin' Kind»                         | Harlan Howard                                                                                   | Waylon Jennings (1967)    | 3:35     |  |
| 2.  | «Super Duper Love (Are You Diggin' on Me)» | Willie Garner                                                                                   | Sugar Billy (1974)        | 4:20     |  |
| 3.  | «Fell in Love with a Boy»                  | Jack White                                                                                      | The White Stripes (2001)  | 3:38     |  |
| 4.  | «Victim of a Foolish Heart»                | Charles Buckins, George Jackson                                                                 | Bettye Swann (1972)       | 5:31     |  |
| 5.  | «Dirty Man»                                | Bobby Miller                                                                                    | Laura Lee (1967)          | 2:59     |  |
| 6.  | «Some Kind of Wonderful»                   | John Ellison                                                                                    | Soul Brothers Six (1967)  | 3:56     |  |
| 7.  | «I've Fallen in Love with You»             | Carla Thomas                                                                                    | Carla Thomas (1968)       | 4:29     |  |
| 8.  | «I Had a Dream»                            | John Sebastian                                                                                  | John Sebastian (1970)     | 3:01     |  |
| 9.  | «All the King's Horses»                    | Aretha Franklin                                                                                 | Aretha Franklin (1972)    | 3:03     |  |
| 10. | «For the Love of You Pts. 1 & 2»           | Ernest Isley, Marvin Isley, O'Kelly Isley, Jr., Ronald Isley, Rudolph Isley, Christopher Jasper | The Isley Brothers (1975) | 7:33     |  |

| Bonus track japonés |              |                             |                     |          |  |
| N.º                 | Título       | Escritor(es)                | Intérprete original | Duración |  |
| 11.                 | «The Player» | Norman Harris, Allan Felder | First Choice (1974) | 4:41     |  |

| DVD francés edición limitada | |          |  |
| N.º                          | Título                                                                                                   | Duración |  |
| 1.                           | «Fell in Love with a Boy» (video)                                                                        |          |  |
| 2.                           | «Super Duper Love» (video)                                                                               |          |  |
| 3.                           | «It's a Man's Man's World» (En vivo en Kennedy Center, Washington D. C., 7 de diciembre de 2003) (audio) | 3:35     |  |
| 4.                           | «Victim of a Foolish Heart» (En vivo en Ronnie Scott's, Londres, 25 de noviembre de 2003) (audio)        | 6:25     |  |

## Personal
| - Joss Stone – vocalista principal - John Angier – arreglos de cuerda (track 7) - Cindy Blackman – batería (tracks 1, 2, 4, 6, 8, 9) - Adam Blackstone – bajo (tracks 3, 11) - Deanna Carroll – coros (track 7) - Mark Ciprit – guitarra (track 7) - Jack Daley – bass (tracks 1, 2, 4, 6, 8, 9) - Kirk Douglas – guitarra (tracks 3, 11) - Karen Dreyfus – viola (track 7) - Taneka Duggan – coros (track 7) - Jimmy Farkus – guitarra acústica (track 5) - Karen Fuchs – fotografía - Sam Furnace – saxofón (track 7) - Chris Gehringer – masterización - David Gorman – dirección artística, diseño - Steve Greenberg – productor, productor ejecutivo - Steve Greenwell – ingeniero, mezcla; bajo (track 7) - Willie "Little Beaver" Hale – guitarra (tracks 1, 2, 4, 6, 8, 9) - Dawn Hannay – viola (track 7) - Kamal – teclado (track 3) - Lisa Kim – violín (track 7) - Myung Hi Kim – violín (track 7) - Sarah Kim – violín (track 7) - Soo Hyun Kwon – violín (track 7) - Bryan Lasley – dirección artística, diseño - Benny Latimore – piano (tracks 1, 2, 4, 6, 8, 9) - Leanne LeBlanc – violonchelo (track 7) - Liz Lim – violín (track 7) | - Mike Mangini – productor; pandereta (track 2) - Namphuyo Aisha McCray – coros (tracks 1, 2, 4, 6, 9) - Angelo Morris – guitarra acústica (track 1); guitarra (tracks 2, 4, 5); órgano (tracks 6, 9); teclado (track 10) - Ignacio Nunez – percusiones (track 2) - Sandra Park – violín (track 7) - Danny Pierre – teclado (track 7) - James Poyser – teclado (tracks 3, 11) - Robert Rinehart – viola (track 7) - Tom Rosenfeld – viola (track 7) - Laura Seaton – violín (track 7) - Sarah Seiver – violonchelo (track 7) - Rob Shaw – violín (track 7) - Fiona Simon – violín (track 7) - Charles Allen Smith – photography - Fatou Sow – A&R - Alan Stepansky – violonchelo (track 7) - Angie Stone – coros (tracks 3, 11) - Jenny Strenger – violín (track 7) - Timmy Thomas – órgano (tracks 1, 2, 4, 8) - Ahmir "Questlove" Thompson – productor (tracks 3, 11); batería (tracks 3, 7, 11) - Jeremy Turner – violonchelo (track 7) - Betty Wright – productor (tracks 1–6, 8–11); coros (tracks 1–3, 4, 6, 9, 11) - Jeanette Wright – coros (tracks 1, 2, 4, 6, 9) - Sharon Yamada – violín (track 7) - Jung Sun Yoo – violín (track 7) |